# Johann Rafelski

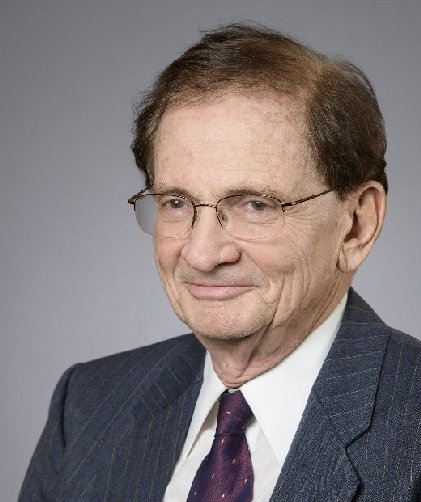
Johann Rafelski, 2019

Johann Rafelski (* 19. Mai 1950 in Krakau) ist ein deutsch-US-amerikanischer theoretischer Physiker.

## Leben
Rafelski wurde in Krakau geboren, von wo die Familie 1964 nach Frankfurt am Main übersiedelte. Rafelski studierte nach dem Abitur am Goethe-Gymnasium Frankfurt von 1968 bis 1971 Physik an der Johann Wolfgang Goethe-Universität Frankfurt am Main. Danach war er Wissenschaftlicher Assistent bei Walter Greiner in Frankfurt, wo er 1973 promoviert wurde (über Quantenelektrodynamik in starken Feldern und die dabei auftretende Positronenerzeugung). Ab 1973 war er Postdoctoral Fellow an der University of Philadelphia (bei Abraham Klein), am Argonne National Laboratory in Chicago (bei Michael Danos vom NIST und John W. Clark), am Schwerionenbeschleuniger der GSI Darmstadt (1977) und 1977 am CERN in Genf (bei John Stewart Bell und Rolf Hagedorn).
Von 1979 bis 1983 war Rafelski Professor für Theoretische Physik an der Goethe-Universität, wo er eng mit Hagedorn und Berndt Mueller zusammenarbeitete. Einer seiner Studenten dort war der spätere Professor in Dresden, Gerhard Soff. Danach hatte er bis 1987 einen Lehrstuhl für Theoretische Physik an der Universität Kapstadt, wo er das Institut für Theoretische Physik und Astrophysik aufbaute. Ab 1987 wurde er Professor für Physik an der University of Arizona und am Arizona Research Laboratory. Er war unter anderem Gastwissenschaftler am National Institute of Standards and Technology (NIST) in Washington D. C., am Max-Planck-Institut für Physik in München (1992), am GSI in Darmstadt und war Gastprofessor an der Universität Paris VII. (1993/1994 und 2004/2005), wo er mit Jean Letessier zusammenarbeitete (über Quark-Gluon Plasmen). Er war außerdem Berater am GSI und am Los Alamos National Laboratory (LAMPF, die „Mesonenfabrik“ in Los Alamos) und ist regelmäßig Gastwissenschaftler am CERN.
2021 wurde Rafelski zum Auswärtigen Mitglied der Academia Europaea gewählt.
Er war seit 1973 mit Helga Betz verheiratet, die 2000 starb und mit der er zwei Kinder hat. Seit 2003 ist er mit Victoria Grossack verheiratet.

## Werk
Rafelski beschäftigte sich unter anderem mit der Bildung des Quark-Gluon Plasmas in Schwerionenstössen (Deconfinement und Anzeichen dafür aus der Bildung von Teilchen mit Strangeness-Quantenzahl, Bildung Hadronen, Hadronisierung aus dem Plasma als Modell für ähnliche Vorgänge im frühen Universum), Quantenelektrodynamik starker Felder (z. B. bei ultrakurzen Laserpulsen) und der Theorie der Myon-Katalyse von Fusionsreaktionen. Über solche table top fusion Experimente (im Vergleich zu den Großforschungs-Experimenten an Tokamaks)  arbeitete er mit Steven Jones in Los Alamos zusammen. Rafelski beschäftigte sich auch mit Künstlicher Intelligenz (neuronale Netzwerke).

## Schriften
QED starker Felder, Vakuumstruktur QFT
- mit G. Mourou, T. Tajima: The light-pulse horizon, CERN Courier, Februar 2009.
- mit Berndt Müller: Die Struktur des Vakuums. Ein Dialog über das Nichts. Deutsch, Thun 1985, ISBN 3-87144-888-5, Englische Übersetzung, PDF-Datei.
- mit Walter Greiner und Berndt Müller: Quantum electrodynamics of strong fields. Springer, Berlin 1985, ISBN 3-540-13404-2.
- mit Abraham Klein, Lewis P. Fulcher Decay of the Vacuum, Scientific American, Bd. 341, Juni 1979.
- mit Abraham Klein, Lewis P. Fulcher Fermions and Bosons interaction with arbitrarily strong external fields, Physics Reports, Bd. 38, 1978, S. 227–361.
- mit Berndt Müller, Walter Greiner The Charged Vacuum in overcritical fields, Nuclear Physics B, Bd. 68, 1974, S. 585–604.
- Selbstkonsistente Vielteilchengleichungen für Elektronen und Muonen und ihre Effekte in muonischen Atomen. Dissertation. Universität Frankfurt am Main 1973.
- mit Lewis P. Fulcher, Walter Greiner Superheavy elements and an upper limit to the electric field strength, Physical Review Letters, Bd. 27, S. 958–961, 1971. doi:10.1103/PhysRevLett.27.958

Quark Gluon Plasma, Schwerionenkollisionen
- Melting Hadrons, Boiling Quarks-From Hagedorn Temperature to Ultra-Relativistic Heavy-Ion Collisions at CERN., Springer, 2016, ISBN 978-3-319-17545-4.
- mit Torleif Ericson: The tale of the Hagedorn temperature, CERN Courier, September 2003.
- mit J. Kapusta, B. Müller (Herausgeber und Autoren): Quark-Gluon Plasma. Theoretical Foundations. Elsevier 2003.
- mit Hans-Thomas Elze, E. Ferreira, T. Kodama, R.L. Thews (Herausgeber und Autoren): New States of Matter in Hadronic Interactions, AIP Conference Proceedings, Bd. 631, 2002.
- mit Jean Letessier: Hadrons and Quark-Gluon Plasmas. Cambridge University Press 2002, ISBN 9780521385367
- with Emanuele Quercigh: A strange quark plasma, Physics World, Bd. 13, Oktober 2000, S. 37
- Herausgeber und Mitautor: Strangeness in hadronic matter, AIP Conf.Proc., Bd. 340, 1995.
- mit Jean Letessier, Hans Gutbrod (Hrsg.): Hot hadronic matter: theory and experiment. In honor of R.Hagedorns 75. Birthday Plenum Press, NATO Science Series B, Bd. 346, 1995.
- mit Hans Gutbrod (Hrsg.): Particle Production in highly excited matter. Plenum Press, NATO Science Series B, Bd. 303, 1993.
- mit Peter Koch, Berndt Müller: Strangeness in Relativistic Heavy Ion Collisions, Physics Reports, Bd. 142, 1986, S. 167–262.
- mit Michael Danos: Perspectives in high energy nuclear collisions. NBS, Washington, GSI, Darmstadt 1983.
- Formation and Observables of the Quark-Gluon Plasma, Physics Reports, Bd. 88, 1982, S. 331–346.

Muonenkatalysierte Fusion
- mit Steven Jones, Hendrik Monkhorst (Hrsg.): Muon Catalyzed Fusion Meeting. Sanibel Island, Florida 1988. American Institute of Physics 1989.
- mit Steven Jones Cold nuclear Fusion, Scientific American, Bd. 257, Juli 1987, S. 84

Spezielle Relativitätstheorie
- Relativity Matters: From Einstein's EMC2 to Laser Particle Acceleration and Quark-Gluon Plasma., Springer, 2017, ISBN 978-3-319-51230-3.
- mit Walter Greiner: Spezielle Relativitätstheorie. Deutsch, Thun 1984, ISBN 3-87144-711-0.

Sonstige
- mit John W. Clark, J.V. Winston: Brain without mind: Computer simulation of neural networks with modifiable neuronal interactions, Physics Reports, Bd. 123, 1985, S. 215–273.
- mit Michael Danos: Pocketbook of mathematical functions. Deutsch, Thun 1984.